# 歐連達湖擬白魚
歐連達湖擬白魚（学名：Alburnoides ohridanus）為輻鰭魚綱鯉形目雅羅魚科擬白魚屬的其中一種，被IUCN列為易危保育類動物，分布於歐洲北馬其頓及阿爾巴尼亞的奥赫里德湖流域，體長可達9公分，棲息在底中層水域，生活習性不明。

## 扩展阅读
維基物種上的相關：歐連達湖擬白魚